# Dzoragjoech (Gecharkoenik)
Dzoragjoech (Armeens: Ձորագյուղ) is een dorp in de Armeense provincie Gecharkoenik. Dzoragjoech telt 4823 inwoners. De plaats ligt 24 km ten noorden van de stad Gavar.
Het dorp kreeg aandacht in de internationale media omdat er buitengewoon veel arbeidsmigratie is. De grootste deel van de mannen gaan in de zomermaanden als gastarbeiders naar Rusland. Men spreekt daarom ook wel van een "vrouwendorp" in die periode.